# Щеблыкин, Владимир Иванович
Владимир Иванович Щеблыкин (24 апреля 1948 — 15 августа 2011) — советский и российский актёр и режиссёр, артист театра «Содружество актёров Таганки». Заслуженный артист Российской Федерации.

## Биография
Закончил ГИТИС (мастерская народного артиста СССР, профессора И. В. Ильинского). Проходил стажировку в театре «Пикколо» у Джоржо Стреллера (Милан, Италия).
В 1975—1987 — артист московского тетра на Таганке. Играл ведущие роли в спектаклях: «Перекресток» В. В. Быков, «Преступление и наказание» Ф. М. Достоевский, «Дом на набережной» Ю. В. Трифонов, «Мастер и Маргарита» М. А. Булгаков, «10 дней, которые потрясли мир» Дж. Рид, «Мать» А. М. Горький, «Враги» А. М. Горький, «Гамлет» Вильям Шекспир и др.
С 1993 г. — в составе труппы Содружества актёров Таганки: «ВВС» (Высоцкий Владимир Семёнович), «Белые столбы», «Чао» и другие.
Среди других направлений творческой деятельности:
- 1974 г. — начал педагогическую деятельность в ГИТИСе (класс актёрского мастерства, мастерская Игоря Ильинского).
- 1992 г. — режиссёр международной благотворительной программы «Новые имена». В рамках этой программы им поставлены спектакли «Униженные и оскорблённые» Ф. М. Достоевского, «Золотой петушок» А. С. Пушкина.
- 1997 г. — одновременно с работой в театре «Содружество актёров Таганки» создал Хоровой театр и Театр Юного Актёра в г. Сургут,
- 2000 г. — преподаватель актёрского мастерства и режиссёр-постановщик оперного класса в Государственном колледже им. Гнесиных. Поставил оперы «Волшебная флейта», «Свадьба Фигаро» Моцарта, «Любовный напиток» и «Тайный брак» Доницетти и др,
- 2009 г. — режиссёр-педагог Молодёжной программы Государственного Академического Большого театра.

Как режиссёр осуществил постановку Международного музыкального фестиваля «Ирина Архипова представляет», спектакля «Сказка о попе и работнике его Балде» А. С. Пушкина в Московском театре Рубена Симонова, который был приглашён на Авиньонский Международный театральный фестиваль (Франция). Многолетний режиссёр Международного фестиваля православной музыки.
Заслуженный артист РФ (2009).